# Colin Feltham
Colin Feltham (ur. 1950) – brytyjski  profesor psychologii w Sheffield Hallam University. 
Członek British Association of Counselling and Psychotherapy oraz Royal Society of Arts, starszy wykładowca poradnictwa i psychoterapii w Sheffield Hallam University oraz kierownik programów nauczania i studiów w dziedzinie psychoterapii i poradnictwa psychologicznego.
Jest autorem 20 książek, w tym akademickiego podręcznika psychoterapii i poradnictwa. 
Ma dwoje dorosłych dzieci i mieszka w Sheffield.

## Wybrane publikacje
- Dictionary of counselling (2004 ISBN 978-1-86156-382-8)
- What's wrong with us? The anthropathology thesis (2004 ISBN 978-0-470-01954-2)
- Psychoterapia i Poradnictwo Podręcznik Akademicki (2013 ISBN 978-83-7489-230-8)